# عزلة بني سويد (صعدة)
عزلة بني سويد هي إحدى عزل مديرية مجز في محافظة صعدة اليمنية ويبلغ تعداد سكانها 3631 نسمة حسب التعداد السكاني في اليمن لعام 2004.